# Conrad Langaard
Conrad Langaard (ur. 6 sierpnia 1890 w Oslo, zm. 24 grudnia 1950 tamże) – tenisista reprezentujący Norwegię. Trzykrotny olimpijczyk – startował na igrzyskach w Sztokholmie (1912), Antwerpii (1920) i Paryżu (1924). Startował w olimpijskich turniejach singlowych, deblowych i mikstowych.

## Występy na letnich igrzyskach olimpijskich

### Turnieje singlowe
| Igrzyska | Konkurencja                     | 1/64 finału              | 1/32 finału     | 1/16 finału     | Ćwierćfinał     | Półfinał        | Finał/Mecz o trzecie miejsce | Klasyfikacja końcowa |
| Igrzyska | Konkurencja                     | Rywal                    | Rywal           | Rywal           | Rywal           | Rywal           | Rywal                        | Klasyfikacja końcowa |
| -------- | ------------------------------- | ------------------------ | --------------- | --------------- | --------------- | --------------- | ---------------------------- | -------------------- |
| LIO 1912 | Turniej singlowy (kort otwarty) | Albert Canet P 0:3       | → Nie awansował | → Nie awansował | → Nie awansował | → Nie awansował | → Nie awansował              | Miejsca 33-64        |
| LIO 1920 | Turniej singlowy                | Victor de Laveleye P 1:3 | → Nie awansował | → Nie awansował | → Nie awansował | → Nie awansował | → Nie awansował              | Miejsca 33-64        |
| LIO 1924 | Turniej singlowy                | Athar Ali Fyzee P 0:3    | → Nie awansował | → Nie awansował | → Nie awansował | → Nie awansował | → Nie awansował              | Miejsca 33-64        |

### Turnieje deblowe
| Igrzyska | Konkurencja                             | Partner          | 1/32 finału | 1/16 finału                  | Ćwierćfinał                 | Półfinał         | Finał/Mecz o trzecie miejsce | Klasyfikacja końcowa |
| Igrzyska | Konkurencja                             | Partner          | Rywal       | Rywal                        | Rywal                       | Rywal            | Rywal                        | Klasyfikacja końcowa |
| -------- | --------------------------------------- | ---------------- | ----------- | ---------------------------- | --------------------------- | ---------------- | ---------------------------- | -------------------- |
| LIO 1912 | Turniej deblowy mężczyzn (kort otwarty) | Richard Peterson | Wolny los   | L. Žemla J. Just P 0:3       | → Nie awansowali            | → Nie awansowali | → Nie awansowali             | Miejsca 9-16         |
| LIO 1920 | Turniej deblowy mężczyzn                | Jack Nielsen     | Wolny los   | H. Müller O. Andersson W 3:1 | F. Blanchy J. Brugnon P 0:3 | → Nie awansowali | → Nie awansowali             | Miejsca 5-8          |
| LIO 1924 | Turniej deblowy mężczyzn                | Jack Nielsen     | Wolny los   | S. M. Hadi D. Rutnam P 0:3   | → Nie awansowali            | → Nie awansowali | → Nie awansowali             | Miejsca 9-16         |

### Turnieje mikstowe
| Igrzyska | Konkurencja      | Partner                | 1/32 finału                                 | 1/16 finału                    | Ćwierćfinał      | Półfinał         | Finał/Mecz o trzecie miejsce | Klasyfikacja końcowa |
| Igrzyska | Konkurencja      | Partner                | Rywal                                       | Rywal                          | Rywal            | Rywal            | Rywal                        | Klasyfikacja końcowa |
| -------- | ---------------- | ---------------------- | ------------------------------------------- | ------------------------------ | ---------------- | ---------------- | ---------------------------- | -------------------- |
| LIO 1912 | Turniej mikstowy | Anna Bjurstedt-Mallory |                                             | A. Holmström T. Grönfors P 1:2 | → Nie awansowali | → Nie awansowali | → Nie awansowali             | Miejsca 9-16         |
| LIO 1924 | Turniej mikstowy | Caroline Dahl          | L. Valaoritou-Skaramagna A. Zerlentis P 1:2 | → Nie awansowali               | → Nie awansowali | → Nie awansowali | → Nie awansowali             | Miejsca 17-32        |